# Saulx-les-Chartreux
Saulx-les-Chartreux  [so lɛ ʃaʁt̪ʁø] je francouzská obec v departementu Essonne v regionu Île-de-France. Nachází se zde kostel Nanebevzetí Panny Marie.

## Poloha
Obec Saulx-les-Chartreux se nachází asi 19 km jihozápadně od Paříže. Obklopují ji obce Champlan na severu, Longjumeau na severovýchodě, Ballainvilliers na východě, La Ville-du-Bois na jihovýchodě, Nozay na jihu, Villejust na jihozápadě a Villebon-sur-Yvette na západě a severozápadě.

## Vývoj počtu obyvatel
Počet obyvatel